# Asjat Zhanbyrov
Asjat Zhanbyrov (en kazajo: Асхат Жаңбыров; Provincia de Kazajistán Meridional, 2 de noviembre de 1991), es un luchador kazajo de lucha grecorromana. Consiguió un 17.º puesto en los Juegos Asiáticos de 2014. Ganó una medalla de plata en Campeonato Asiático de 2016. Tercera posición en la Universiada de 2013.